# هامبارتسوم خاچانیان
هامبارتسوم میساکی خاچانیان (ارمنی: Համբարձում Խաչանյան؛ انگلیسی: Hambartsum Misaki Khachanyan؛ ۱۳ فوریهٔ ۱۸۹۴ – ۳۰ ژوئن ۱۹۴۴) یک بازیگر اهل ارمنستان بود. وی بین سال‌های ۱۹۲۵ تا ۱۹۴۰ میلادی فعالیت می‌کرد.

## فیلمشناسی
از فیلم‌ها یا برنامه‌های تلویزیونی که وی در آن نقش داشته است می‌توان به آثار زیر اشاره کرد.
- ۱۹۴۰ - نازار شجاع
- ۱۹۳۵ - پپو
- ۱۹۳۱ - کیکوس
- ۱۹۲۸ - خزپوش
- ۱۹۲۷ - زاره
- ۱۹۲۵ - ناموس
- 1928 - خندزورین روح
- 1927 - موضوع
- 1926 - شور و شورشور
- 1925 - خانه
- 1932 - دیپلمات مکزیکی